# Nombre polygonal
En mathématiques, un nombre polygonal est un nombre figuré qui peut être représenté par un polygone régulier. Les mathématiciens antiques ont découvert que des nombres pouvaient être représentés en disposant d'une certaine manière des cailloux ou des pois,.
La formule générale pour le nombre {\displaystyle k}-gonal (associé au polygone régulier à {\displaystyle k} côtés) d'ordre {\displaystyle n} est {\displaystyle P_{k,n}={n~{\big (}(k-2)n-(k-4){\big )} \over 2}}.
Avec inversion des lettres {\displaystyle n} et {\displaystyle k}, la suite double {\displaystyle (P_{n,k})_{n\geqslant 1,k\geqslant 2}} est répertoriée comme suite A057145 de l'OEIS.

## Exemples: nombres triangulaires et nombres carrés
Par exemple, le nombre 10 peut être représenté par un triangle équilatéral ayant quatre pois sur chaque côté :
| * · * · * · * · * · * · * · * · * · * |
Notations : P3,4 = T4 = 10.
Mais 10 ne peut pas être représenté par un carré.
Au contraire : par exemple, le nombre 9 peut être représenté par un carré ayant trois pois sur chaque côté :
| * · * · * · * · * · * · * · * · * |
Notations : P4,3 = 32 = 9.
Mais 9 ne peut pas être représenté par un triangle.
En outre : par exemple, le nombre 36 peut être représenté à la fois par un carré ayant six pois sur chaque côté et par un triangle ayant huit pois sur chaque côté :
| * · * · * · * · * · * · * · * · * · * · * · * · * · * · * · * · * · * · * · * · * · * · * · * · * · * · * · * · * · * · * · * · * · * · * · * |  | * · * · * · * · * · * · * · * · * · * · * · * · * · * · * · * · * · * · * · * · * · * · * · * · * · * · * · * · * · * · * · * · * · * · * · * |
Notations : P4,6 = 62 = 36 = T8 = P3,8.

## Relation de récurrence, gnomon, somme de gnomons

### Récurrence sur l'indicen

Construction d'un nombre k-gonal d'ordre 5, dans le cas :

La méthode pour passer d'un polygone au suivant consiste à prolonger d'un seul point chacun des deux côtés adjacents à un seul sommet, puis à compléter la figure par des points pour obtenir les côtés supplémentaires manquants. Dans les diagrammes ci-dessous, chaque couche supplémentaire est représentée par des points rouges. Pour tout entier k ≥ 3, par convention, posons Pk,0 = 0 ; pour tout entier n ≥ 1, le nombre de points rouges du n-ième k-gone, possédant {\displaystyle n} points sur chaque arête, est égal à {\displaystyle k-2} (points disposés aux sommets) plus {\displaystyle (k-2)(n-2)} (points disposés à l'intérieur des arêtes). Donc : 
C'est le gnomon associé à Pk,n–1, et faisant passer à Pk,n.
Pour tout entier k ≥ 3, (Pk,n – Pk,n–1)n≥1 est donc la suite arithmétique de premier terme 1 et de raison k – 2 et pour tout entier n ≥ 0, le n-ième nombre k-gonal est la somme des n premiers termes de cette suite :

#### Exemples

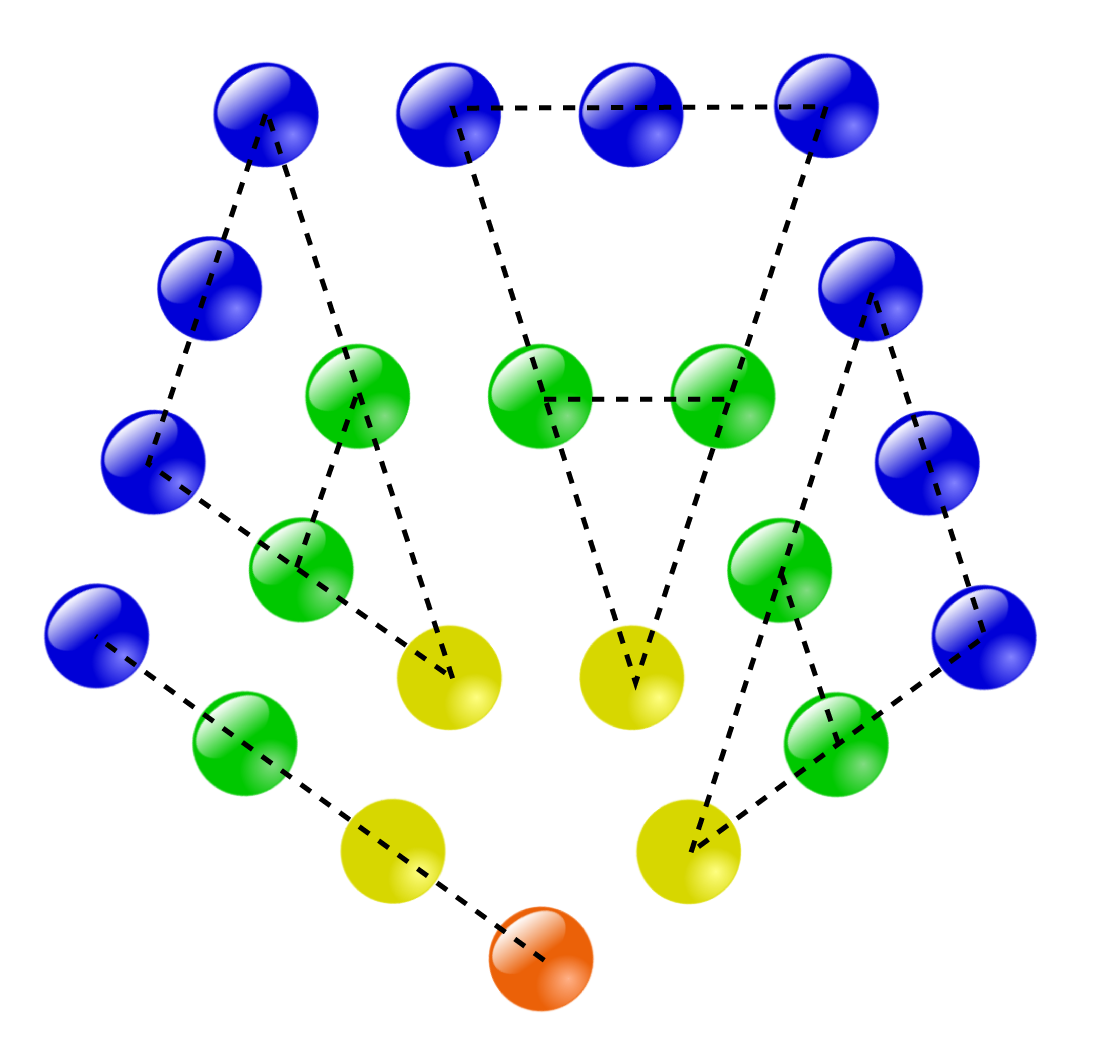
Preuve sans mots de.

| P3,1 = T1 = 1 |  | P3,2 = T2 = 3 |  | P3,3 = T3 = 6         |  | P3,4 = T4 = 10                        |
| ------------- |  | ------------- |  | --------------------- |  | ------------------------------------- |
| *             |  | * · * · *     |  | * · * · * · * · * · * |  | * · * · * · * · * · * · * · * · * · * |

| P4,1 = 12 = 1 |  | P4,2 = 22 = 4 |  | P4,3 = 32 = 9                     |  | P4,4 = 42 = 16                                                |
| ------------- |  | ------------- |  | --------------------------------- |  | ------------------------------------------------------------- |
| *             |  | * · * · * · * |  | * · * · * · * · * · * · * · * · * |  | * · * · * · * · * · * · * · * · * · * · * · * · * · * · * · * |

| P6,1 = 1 |  | P6,2 = 6              |  | P6,3 = 15                                                 |  | P6,4 = 28 |
| -------- |  | --------------------- |  | --------------------------------------------------------- |  | --- |
| *        |  | * · * · * · * · * · * |  | * · * · * · * · * · * · * · * · * · * · * · * · * · * · * |  | * · * · * · * · * · * · * · * · * · * · * · * · * · * · * · * · * · * · * · * · * · * · * · * · * · * · * · * |

### Récurrence sur l'indicek
On peut obtenir directement la formule {\displaystyle P_{k,n}=(k-2)T_{n-1}+n} pour {\displaystyle k\geqslant 2} et {\displaystyle n\geqslant 1}, grâce à la preuve sans mots ci-contre.
On en déduit que pour {\displaystyle k\geqslant 3} et {\displaystyle n\geqslant 1} :
{\displaystyle P_{k,n}=P_{k-1,n}+T_{n-1}}.

Autrement dit, on obtient un nombre k-gonal en ajoutant au nombre {\displaystyle k-1}-gonal de même rang le nombre triangulaire de rang inférieur d'une unité.

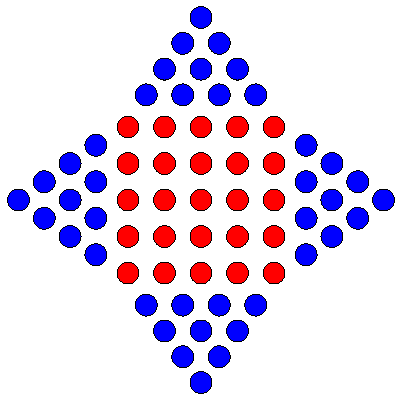
Nombre octogonal '

On en déduit que pour {\displaystyle k\geqslant k'\geqslant 2} : {\displaystyle P_{k,n}=P_{k',n}+(k-k')T_{n-1}}.
Par exemple, pour {\displaystyle k'=4} : {\displaystyle P_{k,n}=n^{2}+(k-4)T_{n-1}} (voir figure de gauche).
On a aussi pour k impair ≥ 5, {\displaystyle (k-2)P_{k,n}+T_{\frac {k-5}{2}}=T_{(k-2)n-{\frac {k-3}{2}}}}.[pertinence contestée]

## Listes de nombres polygonaux
| k      | Nom                 | Notation  | Expression Pk,n =                 | Expression Pk,n =                 | Expression Pk,n =                 | Expression Pk,n =                 | Expression Pk,n =                 | n   | n      | n      | n      | n      | n       | n       | n       | n       | n       | Numéro de suite OEIS |
| k      | Nom                 | Notation  | Expression Pk,n =                 | Expression Pk,n =                 | Expression Pk,n =                 | Expression Pk,n =                 | Expression Pk,n =                 | 1   | 2      | 3      | 4      | 5      | 6       | 7       | 8       | 9       | 10      | Numéro de suite OEIS |
| ------ | ------------------- | --------- | --------------------------------- | --------------------------------- | --------------------------------- | --------------------------------- | --------------------------------- | --- | ------ | ------ | ------ | ------ | ------- | ------- | ------- | ------- | ------- | -------------------- |
| 3      | nombre triangulaire | P3,n      | {\displaystyle {n(n+1) \over 2}}  | {\displaystyle {n(n+1) \over 2}}  | {\displaystyle {n(n+1) \over 2}}  | {\displaystyle {n(n+1) \over 2}}  | {\displaystyle {n(n+1) \over 2}}  | 1   | 3      | 6      | 10     | 15     | 21      | 28      | 36      | 45      | 55      | A000217              |
| 4      | nombre carré        | P4,n      | {\displaystyle n^{2}}             | {\displaystyle n^{2}}             | {\displaystyle n^{2}}             | {\displaystyle n^{2}}             | {\displaystyle n^{2}}             | 1   | 4      | 9      | 16     | 25     | 36      | 49      | 64      | 81      | 100     | A000290              |
| 5      | nombre pentagonal   | P5,n      | {\displaystyle {n(3n-1) \over 2}} | {\displaystyle {n(3n-1) \over 2}} | {\displaystyle {n(3n-1) \over 2}} | {\displaystyle {n(3n-1) \over 2}} | {\displaystyle {n(3n-1) \over 2}} | 1   | 5      | 12     | 22     | 35     | 51      | 70      | 92      | 117     | 145     | A000326              |
| 6      | nombre hexagonal    | P6,n      | {\displaystyle n(2n-1)}           | {\displaystyle n(2n-1)}           | {\displaystyle n(2n-1)}           | {\displaystyle n(2n-1)}           | {\displaystyle n(2n-1)}           | 1   | 6      | 15     | 28     | 45     | 66      | 91      | 120     | 153     | 190     | A000384              |
| 7      | nombre heptagonal   | P7,n      | {\displaystyle {n(5n-3) \over 2}} | {\displaystyle {n(5n-3) \over 2}} | {\displaystyle {n(5n-3) \over 2}} | {\displaystyle {n(5n-3) \over 2}} | {\displaystyle {n(5n-3) \over 2}} | 1   | 7      | 18     | 34     | 55     | 81      | 112     | 148     | 189     | 235     | A000566              |
| 8      | nombre octogonal    | P8,n      | {\displaystyle n(3n-2)}           | {\displaystyle n(3n-2)}           | {\displaystyle n(3n-2)}           | {\displaystyle n(3n-2)}           | {\displaystyle n(3n-2)}           | 1   | 8      | 21     | 40     | 65     | 96      | 133     | 176     | 225     | 280     | A000567              |
| 9      | nombre ennéagonal   | P9,n      | {\displaystyle {n(7n-5) \over 2}} | {\displaystyle {n(7n-5) \over 2}} | {\displaystyle {n(7n-5) \over 2}} | {\displaystyle {n(7n-5) \over 2}} | {\displaystyle {n(7n-5) \over 2}} | 1   | 9      | 24     | 46     | 75     | 111     | 154     | 204     | 261     | 325     | A001106              |
| 10     | nombre décagonal    | P10,n     | {\displaystyle n(4n-3)}           | {\displaystyle n(4n-3)}           | {\displaystyle n(4n-3)}           | {\displaystyle n(4n-3)}           | {\displaystyle n(4n-3)}           | 1   | 10     | 27     | 52     | 85     | 126     | 175     | 232     | 297     | 370     | A001107              |
| 11     | nombre undécagonal  | P11,n     | {\displaystyle {n(9n-7) \over 2}} | {\displaystyle {n(9n-7) \over 2}} | {\displaystyle {n(9n-7) \over 2}} | {\displaystyle {n(9n-7) \over 2}} | {\displaystyle {n(9n-7) \over 2}} | 1   | 11     | 30     | 58     | 95     | 141     | 196     | 260     | 333     | 415     | A051682              |
| 12     | nombre dodécagonal  | P12,n     | {\displaystyle n(5n-4)}           | {\displaystyle n(5n-4)}           | {\displaystyle n(5n-4)}           | {\displaystyle n(5n-4)}           | {\displaystyle n(5n-4)}           | 1   | 12     | 33     | 64     | 105    | 156     | 217     | 288     | 369     | 460     | A051624              |
| ...    | ...                 |           | ...                               | ...                               | ...                               | ...                               | ...                               | ... | ...    | ...    | ...    | ...    | ...     | ...     | ...     | ...     | ...     | ...                  |
| 10 000 | nombre myriagonal   | P10 000,n | {\displaystyle n(4~999n-4~998)}   | {\displaystyle n(4~999n-4~998)}   | {\displaystyle n(4~999n-4~998)}   | {\displaystyle n(4~999n-4~998)}   | {\displaystyle n(4~999n-4~998)}   | 1   | 10 000 | 29 997 | 59 992 | 99 985 | 149 976 | 209 965 | 279 952 | 359 937 | 449 920 | A167149              |

## Décomposition en nombres triangulaires

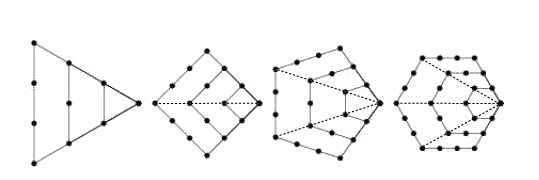

On a la relation {\displaystyle P_{k,n}=(k-2)T_{n}-(k-3)n} où {\displaystyle T_{n}={\frac {n(n+1)}{2}}} est le n-ième nombre triangulaire. Ceci provient de la décomposition du polygone en {\displaystyle k-2} triangles comme le montre la figure ci-dessous.

## Nombre à la foisk-gonal etk-gonal centré
Pour tout entier k ≥ 3, les premier et (k + 1)-ième nombres k-gonaux sont aussi k-gonaux centrés :

## Nombre polygonal premier
Pour tout entier k ≥ 3 :
- le 2e nombre k-gonal, Pk,2 = k, peut évidemment être premier ;
- mais vu son expression (voir supra), un nombre k-gonal de rang n ≥ 3 ne peut pas être premier (contrairement à un nombre k-gonal centré).

## Intérêt
Outre divers jeux arithmético-géométriques, nous avons en arithmétique additive / combinatoire additive le puissant théorème suivant.

Tout entier naturel est la somme d'au plus k nombres k-gonaux.
Ce théorème a d'abord été énoncé sans preuve par Pierre de Fermat, qui proclama son intention d'écrire un livre qui révolutionnerait cette partie de l'arithmétique, mais aucun livre ne parut.
Joseph Louis Lagrange a ensuite établi, en 1770, son théorème des quatre carrés :

Tout entier positif est la somme de 4 carrés parfaits au plus.
Puis, en 1796, Gauss traita le cas des nombres triangulaires.
Enfin, le théorème fut intégralement prouvé par Cauchy en 1813.